# ياروسلافل

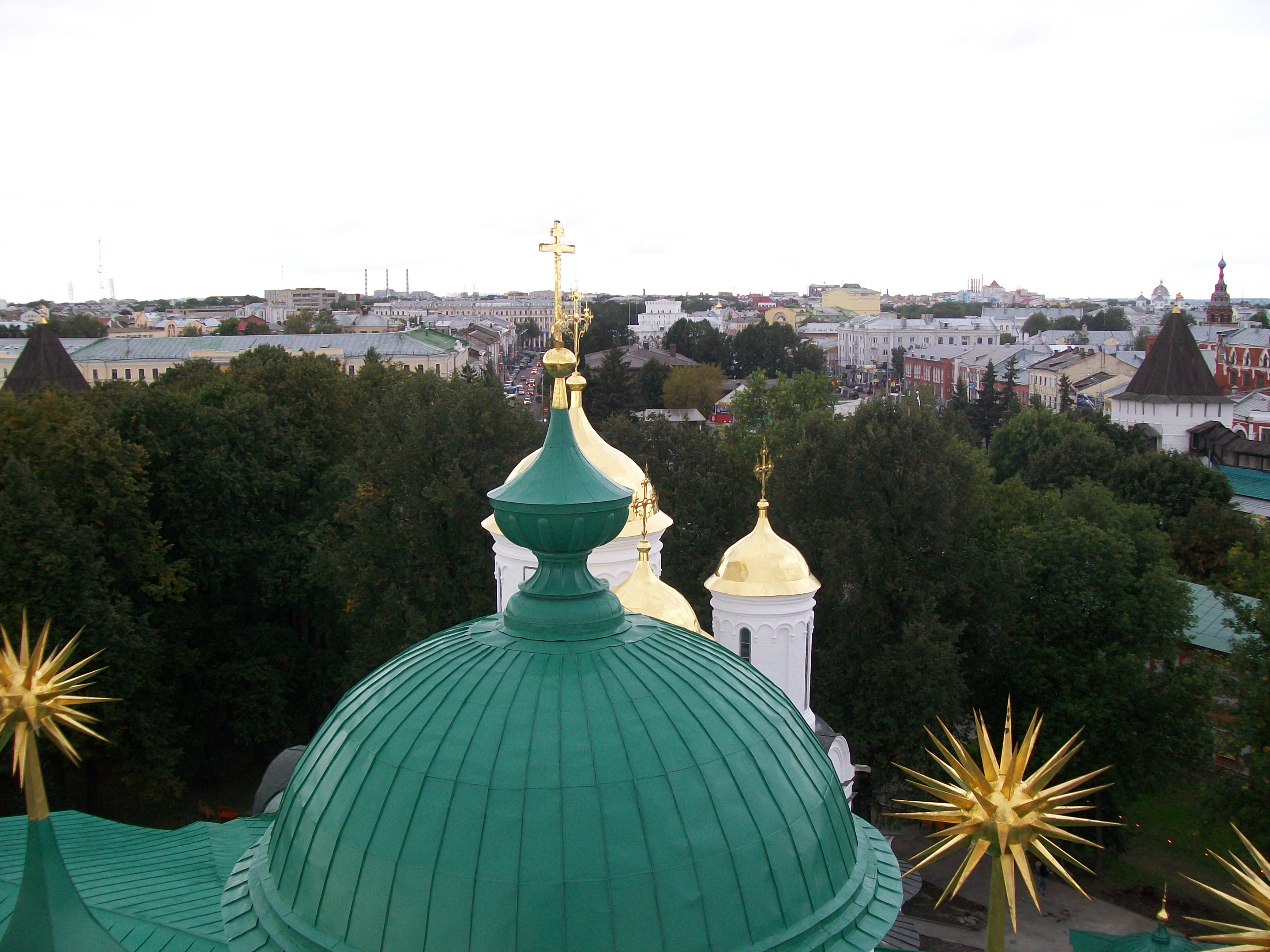

ياروسلافل (بالروسية: Ярославль) هي إحدى مدن روسيا في الكيان الفدرالي الروسي ياروسلافل أوبلاست.
ويقع المركز التاريخي للمدينة عند التقاء نهري الفولغا وكوتوروسلي، وهو ضمن التراث التاريخي لليونسكو.

## تاريخ المدينة

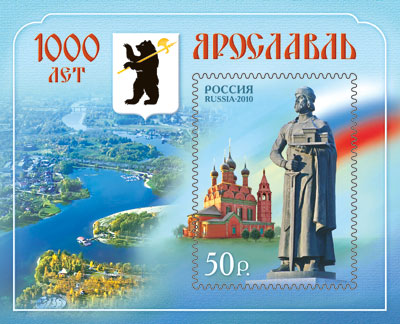
1000 عام من ياروسلافل (ورقة تذكارية)

أسست المدينة عام 1010 من قبل الأمير ياروسلاف مودري (الحكيم). وتلبية لرغبة الأمير الشاب بنيت على الجانب الأيمن لنهر الفولغا قلعة للدفاع عن الحدود الشمالية – الشرقية لإمارة كييفسكايا روس والتي سميت باسمه ياروسلافل.
وتشير الوثائق التاريخية الحالية إلى احتمال تاسيس المدينة في الفترة بين عام 988 وعام 1024. ويعتبر أكثر المؤرخين أن تاريخ وضع حجر الأساس للقلعة في عام 1010 هو صحيح. وفي أيامنا يعتبر هذا التاريخ هو تاريخ تأسيس ياروسلافل.
وفي القرنين الحادي عشر والثاني عشر كانت ياروسلافل مدينة حدودية لإمارة روستوف – سوزدال. وازدهرت المدينة في القرنين الثاني عشر والثالث عشر نظرا لكونها واقعة على طريق التجارة النهرية لنهر الفولغا.
في عام 1218 قسم الأمير قسطنطين فسيفولدوفيتش ممتلكاته بين ولديه. روستوف للكبير وياروسلافل للصغير. وهكذا في زمن تفتت الإقطاعية أصبحت ياروسلافل عاصمة للامارة الجديدة.
وادى الاجتياح المغولي إلى ايقاف الازدهار الذي بدأ في هذه المدينة الغنية الواقعة على الفولغا. وكبقية مراكز المدن في وسط روسيا، نهبت واحرقت مدينة ياروسلافل عام 1238.
وفي عام 1380 شاركت فصائل المتطوعين من يارسلافل في معركة كوليكوفسك التي كانت بداية لنهاية احتلال المغول في روسيا. وفي عام 1463 انضمت امارة ياروسلافل إلى الدولة الروسية.
بانضمام خانية قازان إلى موسكو عام 1552 وخانية استراخان عام 1556 وفتح الطريق التجارية إلى أوروبا خلال البحر الأبيض، أصبحت ياروسلافل في موقع مهم جدا، فازدهرت المدينة بسرعة وأصبحت لها اهمية إستراتيجية.
وفي أثناء الاجتياح البولندي «فترة الفتنة» عام 1612 أصبحت ياروسلافل العاصمة الفعلية للبلاد ومركزا لتشكيل فصائل المتطوعين بقيادة كوزما مينين ودمتري بوجارسكي. ونظرا للنشاط المكثف في توحيد القوى الروسية خلال زمن الفتنة أعفيت ياروسلافل من الضرائب المفروضة على استخراج ونقل الحجر وأخشاب البناء.
ويعتبر القرن 17 عصر الازدهار لياروسلافل، حيث أصبحت مركزا ضخما لتجارة (القمح والكتان والاسماك وغيرها من البضائع) والصناعة. واشتهر بشكل خاص حجارو ياروسلافل ونجاريها وحداديها ودباغي الجلود. وفي نهاية القرن كان يعيش في المدينة سدس اغنياء التجار الروس. واواسط القرن 17 تشكلت في ياروسلافل مدرسة فن العمارة الحجري وفن تزيين الجدران.
ومنذ عام 1722 وبامر من بطرس الأول بدأ بتأسيس المانيفاتورا الكبيرة (معامل النسيج) في ياروسلافل وبدأت المدينة بالتحول إلى مركز إداري وثقافي كبير وبالذات أسس فيها أول مسرح روسي.
وكانت ياروسلافل إحدى أجمل مدن اعالي الفولغا عام 1897 تضم 2755 دارا خشبية و1099 دارا مبنية بالحجر وفيها 77 كنيسة وعملت فيها فروع للمصارف ودوائر ومرافئ خمسة شركات للملاحة وافتتح مسرح المدينة ومستشفى المجلس المحلي وغيرها من الدوائر.
ورغم الحروب والحرائق التي عانت منها المدينة وتغير واجهات شوارعها وميادينها، إلا أن اهمية يارسلافل بقيت من جيل إلى جيل كاحدى الكنوز العظيمة للفن والثقافة لروسيا القديمة.